# Starling Marte
Starling Javier Marte (nacido el 9 de octubre de 1988) es un jardinero dominicano de béisbol profesional de las Grandes Ligas que pertenece a los New York Mets. Se desempeña principalmente como Jardinero izquierdo.

## Carrera profesional

### Pittsburgh Pirates
Marte firmó con los Piratas de Pittsburgh en 2007, y fue principalmente un jardinero central durante su tiempo en las menores. En 2010, Marte jugó para los Bradenton Marauders de Clase A, donde participó en 60 partidos, terminando con un promedio de bateo de .315. Bateó 16 dobles y cinco triples en esa temporada a la vez que robó 22 bases. Marte representó los Piratas de Pittsburgh en el Juego de las Estrellas del Futuro 2011. En 2011, cuando jugaba con los Altoona Curve, fue considerado como una estrella de ligas menores por varias organizaciones. El 15 de agosto de 2011, fue nombrado jugador de la semana de la Eastern League, liga en la que quedó campeón de bateo con promedio de .332 y ganó el premio de Novato del Año. Marte fue incluido en la plantilla de 40 jugadores de los Piratas el 18 de noviembre de 2011. En 2012, mientras jugaba para los Indianapolis Indians, Marte fue nombrado al equipo de estrellas de la Liga Internacional, y el 2 de julio de 2012, fue nombrado jugador de la semana de dicha liga.
El 26 de julio de 2012, Marte fue llamado a los Piratas de Pittsburgh, convirtiéndose en el primer graduado del complejo latinoamericano de los Piratas, que se encuentra en la República Dominicana, en llegar a las ligas mayores. Bateó un jonrón en el primer lanzamiento que enfrentó en su carrera de Grandes Ligas, ante el lanzador Dallas Keuchel de los Astros de Houston. La conexión convirtió a Marte en el tercer jugador en la historia de la franquicia de los Piratas en conectar jonrón en su primer turno al bate, y el primer en hacerlo desde Don Leppert en 1961.
Marte y los Piratas finalizaron un acuerdo por 6 años, $31 millones el 27 de marzo de 2014. El 18 de agosto de 2014, disfrutó de su segundo juego multi-jonrón en la derrota 7-3 ante los Bravos de Atlanta. Ganó su primer Guante de Oro en 2015.
En 2016, Marte fue invitado a su primer Juego de Estrellas y ganó su segundo Guante de Oro. Finalizó la temporada con promedio de .311, nueve jonrones, 71 carreras anotadas, 46 carreras impulsadas y 47 bases robadas en 129 juegos.
El 18 de abril de 2017, la oficina del comisionado de las Grandes Ligas informó que Marte fue suspendido por 80 partidos por violar el programa conjunto antidopaje del béisbol al dar positivo a nandrolona. Fue activado el 18 de julio, y registró promedio de .275 con 21 bases robadas en solo 77 juegos.
En 2018, Marte bateó .277 con 33 bases robadas. Él y Jean Segura fueron los únicos dos jugadores de la MLB que robaron 20 o más bases cada temporada desde 2013.
En defensa en 2019, tuvo una calificación de Carreras defensivas salvadas (DRS) de -11, la más baja en las grandes ligas entre los jardineros centrales. Sin embargo, a la ofensiva, bateó para .295 y estableció récords personales con 23 jonrones y 82 carreras impulsadas.

### Arizona Diamondbacks
El 27 de enero de 2020, los Piratas intercambiaron a Marte y consideraciones en efectivo a los Diamondbacks de Arizona a cambio del infielder Liover Peguero, el lanzador Brennan Malone y dinero del fondo de contratos internacionales.

### Miami Marlins
El 31 de agosto de 2020, los Diamondbacks cambiaron a Marte a los Miami Marlins por Caleb Smith, Humberto Mejía y Julio Frias. Entre los Diamondbacks y los Marlins, Marte bajó (.281 / .340 / .430) con 6 jonrones, 27 carreras impulsadas y 10 bases robadas en 61 juegos durante la temporada acortada de 60 juegos.
Marte fue colocado en la lista de lesionados el 20 de abril de 2021 con una costilla fracturada. Un mes después entraría en su asignación de rehabilitación con el Jacksonville Jumbo Shrimp y regresaría a los Marlins el 28 de mayo. Marte fue nombrado Jugador de la Semana de la Liga Nacional del 7 al 13 de junio, el primer jugador de los Marlins desde 2017. En siete juegos esa semana bateó (.500) (14 de 28), dos HR, un doble, cinco carreras impulsadas y un OPS de (1.298). También robó cuatro bases sin ser atrapado.
El 18 de julio, Marte rechazó una oferta de extensión de $ 30 millones de los Marlins.

### Oakland Athletics
El 28 de julio de 2021, los Marlins intercambiaron a Marte junto con consideraciones en efectivo a los de Oakland Athletics a cambio de Jesús Luzardo.